# Selonici

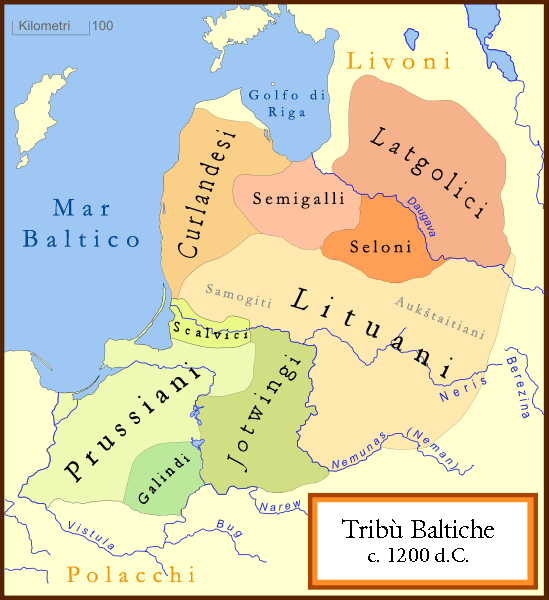
I Selonici nel contesto delle altre tribù baltiche nel 1200 a.C. circa. I Baltici Orientali sono mostrati in marrone, quelli Occidentali in verde. I confini sono approssimati.

I Selonici (in lettone: sēļi; in lituano: sėliai, dal livone: sälli – "abitanti del nord") furono una tribù baltica ora estinta. Tale popolazione visse fino al XV secolo in Selonia, nel sud-est dell'odierna Lettonia ed a nord-est dell'odierna Lituania. Furono poi assimilati alle comunità confinanti, contribuendo alla etnogenesi dei moderni lettoni e lituani. La lingua parlata era il selonico, idioma di origine baltica.

## Storia
Si sa poco di questa civiltà. Ci sono poche testimonianze archeologiche e storiche: gli studiosi ipotizzano che tale situazione sia dovuta al fatto che fosse un’"area abitativa scarsamente popolata". Nelle fonti scritte, viene menzionata solo sporadicamente.
I dati archeologici ci portano a dedurre che intorno al I millennio d.C. vivessero sulle rive del fiume Daugava. Dal XII-XIII secolo, gli insediamenti selonici si spostarono esclusivamente sul lato sinistro del fiume.
I selonici subirono ampie influenze della cultura dei letgalli: in effetti, i selonici e i letgalli non presentavano grandi differenze nelle tradizioni funerarie. Alcuni studiosi ipotizzano che già dalla tarda età del ferro i selonici erano stati parzialmente assimilati ai letgalli.
Le cronache di Enrico di Livonia citano i selonici nel momento in cui furono sottomessi e cristianizzati all’inizio del tredicesimo secolo.  L’autore delle cronache descrive tale civiltà come alleata delle comunità lituane. I loro territori d’appartenenza entrarono a far parte dell’areale di Jersika e Koknese, stati vassalli del Principato di Polack. Le aree meridionali furono sottoposte alla giurisdizione dei nobili lituani (rientreranno poi nel futuro Granducato di Lituania).
Nel 1207, i cavalieri portaspada  assediarono assieme ai livoniani e ai letgalli la principale roccaforte dei selonici a Sēlpils (in tedesco Selburg). Il motivo dell’attacco dei tedeschi fu da loro giustificato sostenendo che tale conquista fosse necessaria per un miglior controllo strategico e territoriale della Livonia. Al posto della roccaforte, che fu abbattuta, fu edificata una nuova costruzione difensiva. I selonici furono menzionati un'ultima volta dalle fonti scritte nel XIV secolo.